# Moricsalas dabas rezervats
Moricsalas dabas rezervats este o arie protejată (arie specială de conservare — SAC, sit de importanță comunitară — SCI, arie de protecție specială avifaunistică — SPA) din Letonia întinsă pe o suprafață de 815 ha, integral pe uscat.

## Localizare
Centrul sitului Moricsalas dabas rezervats este situat la coordonatele 57°11′36″N 22°07′45″E / 57.1934°N 22.1292°E.

## Înființare
Situl Moricsalas dabas rezervats a fost declarat arie de protecție specială avifaunistică în octombrie 2002 pentru a proteja 2 specii de plante și 20 de specii de animale. Alte tipuri de protecție:
- sit de importanță comunitară (în mai 2004)
- arie specială de conservare (în mai 2004)[1][3][4]

## Biodiversitate
Situată în ecoregiunea boreală, aria protejată conține 10 habitate naturale: Lacuri eutrofice naturale cu vegetație de tip Magnopotamion sau Hydrocharition, Cursuri de apă de la nivel de câmpie la nivel montan, cu vegetație Ranunculion fluitantis și Callitricho-Batrachion, Formațiuni de Juniperus communis pe lande sau pajiști calcaroase, Pajiști fino-scandinave uscate până la mezice, bogate în specii de altitudine mică, Taiga vestică, Păduri caducifoliate bătrâne naturale hemiboreale fino-scandinave (Quercus, Tilia, Acer, Fraxinus sau Ulmus) bogate în specii epifite, Păduri caducifoliate de mlaștină fino-scandinave, Păduri de stejar sau de stejar și carpen sub-atlantice și medio-europene de Carpinion betuli, Mlaștini împădurite, Păduri aluvionare cu Alnus glutinosa și Fraxinus excelsior (Alno-Padion, Alnion incanae, Salicion albae).
La baza desemnării sitului se află mai multe specii protejate:
- plante (2): mușchi (Dicranum viride), Najas flexilis
- păsări (15): buhai de baltă (Botaurus stellaris), buha (Bubo bubo), erete de stuf (Circus aeruginosus), lebădă de iarnă (Cygnus cygnus), lebădă de vară (Cygnus olor), ciocănitoare cu spate alb (Dendrocopos leucotos), ciocănitoarea de stejar (Dendrocopos medius), ciocănitoare neagră (Dryocopus martius), muscar (Ficedula parva), cocor (Grus grus), codalb (Haliaeetus albicilla), vultur pescar (Pandion haliaetus), viespar (Pernis apivorus), ciocănitoare verzuie (Picus canus), chiră de baltă (Sterna hirundo)
- mamifere (1): liliac de iaz (Myotis dasycneme)
- nevertebrate (3): Anthrenochernes stellae, Cucujus cinnaberinus, Osmoderma barnabita
- pești (1): zvârluga (Cobitis taenia)

Pe lângă speciile protejate, pe teritoriul sitului au mai fost identificate 13 specii de plante, 1 specie de păsări, 1 specie de mamifere, 7 specii de nevertebrate, 1 specie de pești.